# Vall de Fassa

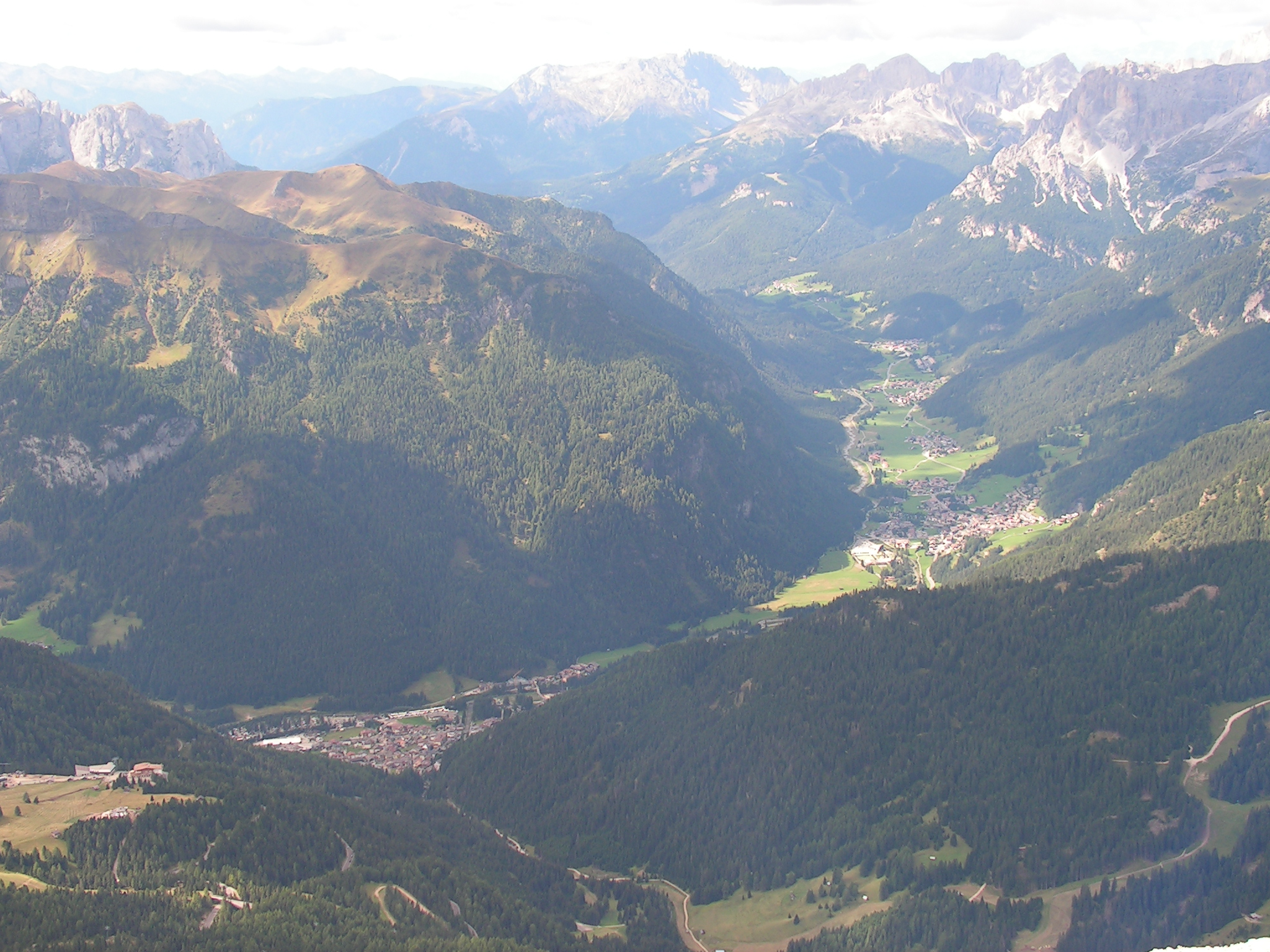
Vall de Fassa

Vall de Fassa (en ladí Val de Fascia alemany Fassatal) és una de les valls de Ladínia, situada administrativament a la província de Trento, i l'única que es troba a aquesta província. Està formada pels municipis de Moena, Soraga, Vigo di Fassa, Pozza di Fassa, Mazzin, Campitello di Fassa i Canazei. És travessat pel riu Avisio, afluent del riu Adige.

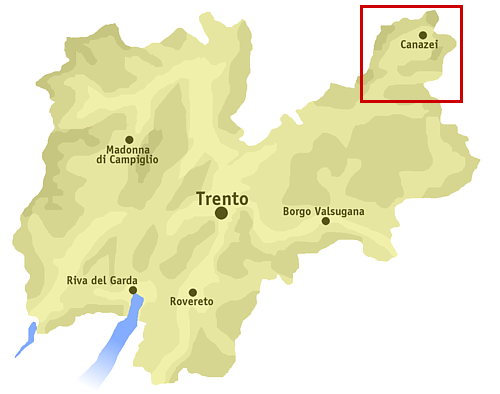
Situació de la vall

La vall està connectada a les altres valls ladines pels passos de muntanya com els de Pas San Pellegrino que uneix Moena amb la Vall del Biois (BL) el Pas de Costalunga connecta Vigo amb la Vall d'Ega (Tirol del Sud), mentre que de Canazei és possible arribar a Livinallongo (BL) pel Pas Pordoi i a la Val Gardena pel Pas Sella.
Econòmicament s'hi ha desenvolupat molt el turisme tant d'hivern com d'estiu, que formen part del complex 'Dolomiti Superski, un dels més extensos del món. Les àrees d'esquí de la vall són:
- Catinaccio-Rosengarten, vora Vigo i Pera di Fassa.
- Buffaure, vora Pozza, connectada a Ciampac di Alba di Canazei.
- Belvedere/Col Rodella di Canazei/Campitello, unida a Val Gardena (BZ) i Arabba-Marmolada (BL).
- Tre Valli vora Moena i Pas San Pellegrino-Falcade (BL).

La vall és molt lligada a les tradicions populars ladines. A la vall es coneixen nombrosos contes de fades, llegendes i contes populars relacionats amb les muntanyes dels voltants. A Vigo di Fassa, centre administratiu de la vall, té la seu l'Institut Cultural Ladío Majon di fascegn i el Museu Ladí.

## Municipis
| Municipis                     | Fraccions                                                | Habitants | Extensió |
| Moena/Moena                   | Forno, Sorte, Someda, Penia, Medil, Passo San Pellegrino | 2.609     | 82 km²   |
| Soraga/Sorèga                 | Palua, Soraga Alta                                       | 685       | 19 km²   |
| Vigo di Fassa/Vich            | Vallonga, Tamion                                         | 1.116     | 26 km²   |
| Pozza di Fassa/Poza           | Pera di Fassa, Monzon                                    | 1.928     | 73 km²   |
| Mazzin/Mazin                  | Campestrin, Fontanazzo                                   | 477       | 23 km²   |
| Campitello di Fassa/Ciampedel | Pian                                                     | 732       | 25 km²   |
| Canazei/Cianacei              | Alba, Penia, Pas Pordoi                                  | 1.838     | 67 km²   |

## Història
El primer assentament humà és datat de l'edat de bronze, encara que la zona ja era freqüentada per caçadors durant la Prehistòria. Una mostra n'és n castell rètic trobat a Mazzin el 1968. El 15 aC fou conquerida per l'Imperi Romà, qui hi imposà el llatí.
Durant l'edat mitjana tot el territori va romandre en mans del Bisbat de Brixen, llevat Moena, que pertanyé a Trento fins al segle xii. Va ser en aquest període, després d'una llarga lluita amb el bisbe, que s'afirmaven les prerrogatives de l'autonomia i la llibertat de la Comunitat de Fassa, sobre la base de la propietat i el control directe del territori, especialment dels boscos i les pastures alta muntanya. Els drets a l'autonomia i sobre la terra només van disminuir durant les Guerres Napoleòniques, durant les quals els habitants foren reclutats pels schützen tirolesos. Durant el segle xix fou incorporada a l'imperi d'Àustria-Hongria, època en què començaran a explotar-se els potencials turístics.
Durant la Primera Guerra Mundial la vall es trobà en la línia del front italo-austríac. Hi ha nombroses proves del conflicte, com ara rases i túnels excavats en el Massís de la Marmolada, visitats avui per rutes turístiques com el famós tren de les trinxeres. El pas el 1918 del territori al Regne d'Itàlia va marcar un nou descens de l'autonomia i la identitat de la zona històrica, amb la fragmentació de la cultura ladina en diferents entitats administratives.
Després de la Segona Guerra Mundial, amb l'establiment de la regió autònoma de Trentino-Tirol del Sud, així com l'establiment d'una comunitat de vall, llargament reclamada pel moviment Fassa, ha suposat la recuperació de l'autonomia de la vall.

## Galeria d'imatges

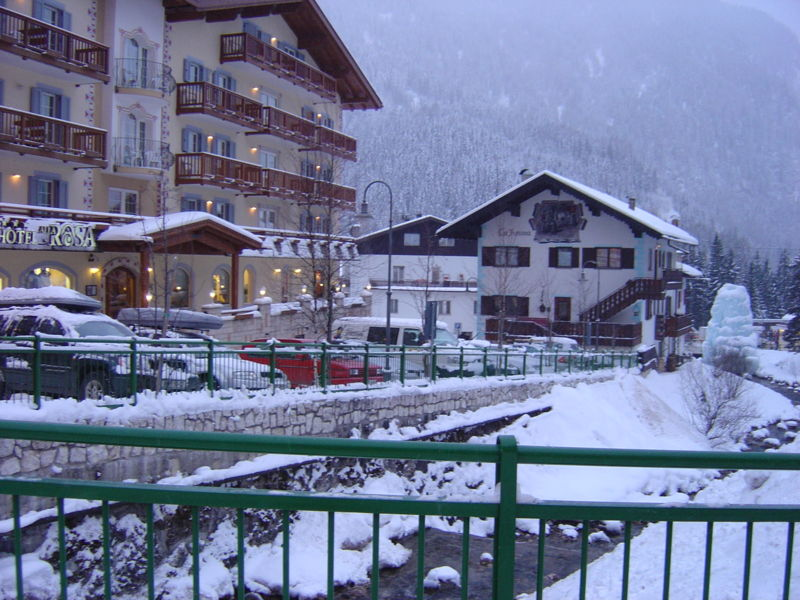
Canazei
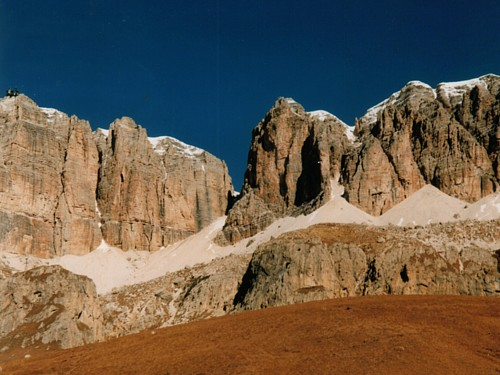
Panorama del Pas Pordoi